# Marooned (canção de Pink Floyd)
"Marooned" é uma música instrumental da banda britânica de rock progressivo Pink Floyd, do álbum The Division Bell, lançado em 1994.
Em 1995 a canção ganhou um Grammy Award na categoria "Melhor performance de rock instrumental".
A canção, de autoria de Richard Wright e David Gilmour, foi composta enquanto eles improvisavam a música no estúdio de gravação do barco de Gilmour, o Astoria. "Marooned" tem sons que descrevem o cenário de uma ilha (como gaivotas e ondas quebrando-se na praia). Os sons agudos da guitarra na faixa foram produzidos por um pedal Whammy, que faz a guitarra soar quantas oitavas acima o guitarrista quiser, dependendo apenas da regulagem do pedal.[carece de fontes?]
Uma versão curta da música faz parte do álbum compilatório Echoes: The Best of Pink Floyd, lançado em 2001.

## Créditos
Pink Floyd
- David Gilmour - guitarra
- Richard Wright - piano, órgão Hammond
- Nick Mason - bateria

Músicos adicionais
- Jon Carin - teclado adicional
- Guy Pratt - baixo